# الأميرة ماتيلد من ساكسونيا
الأميرة ماتيلد من ساكسونيا (بالألمانية: Mathilde von Sachsen )‏ (و. 1863 – 1933 م) هي فنانة ألمانية، ولدت في درسدن، توفيت في درسدن، عن عمر يناهز 70 عاماً.

## جوائز
حصلت على جوائز منها:
- Order of the Starry Cross [الإنجليزية]‏.